# Campionati italiani primaverili di nuoto 2023
I 69° Campionati italiani primaverili di nuoto (nome ufficiale, per ragioni di sponsorizzazione, Assoluti Primaverili UnipolSai) si sono svolti a Riccione dal 13 al 17 aprile 2023. Viene utilizzata la vasca da 50 metri.
Le gare si disputano in due turni (batterie e finali) ad eccezione di 800 e 1500 stile libero e delle staffette, che si disputano in serie.

## Podi

### Uomini
| Evento               | Oro                                                                                         | Tempo                                   | Argento                                                                                          | Tempo                                   | Bronzo                                                                                       | Tempo                                   |
| Stile libero         |                                                                                             |                                         |                                                                                                  |                                         |                                                                                              |                                         |
| 50 m                 | Leonardo Deplano                                                                            | 21"89                                   | Alessandro Miressi                                                                               | 22"12                                   | Lorenzo Zazzeri                                                                              | 22"24                                   |
| 100 m                | Alessandro Miressi                                                                          | 48"61                                   | Leonardo Deplano                                                                                 | 48"80                                   | Giovanni Carraro                                                                             | 48"90                                   |
| 200 m                | Marco De Tullio                                                                             | 1'47"13                                 | Matteo Ciampi                                                                                    | 1'47"65                                 | Filippo Megli                                                                                | 1'47"82                                 |
| 400 m                | Marco De Tullio                                                                             | 3'44"69                                 | Matteo Lamberti                                                                                  | 3'46"03                                 | Matteo Ciampi                                                                                | 3'46"58                                 |
| 800 m                | Gregorio Paltrinieri                                                                        | 7'46"47                                 | Matteo Lamberti                                                                                  | 7'49"48                                 | Luca De Tullio                                                                               | 7'54"40                                 |
| 1500 m               | Gregorio Paltrinieri                                                                        | 14'49"02                                | Matteo Lamberti                                                                                  | 15'05"40                                | Ivan Giovannoni                                                                              | 15'08"05                                |
| Dorso                |                                                                                             |                                         |                                                                                                  |                                         |                                                                                              |                                         |
| 50 m                 | Thomas Ceccon                                                                               | 24"93                                   | Michele Lamberti                                                                                 | 24"95                                   | Simone Stefanì                                                                               | 25"16                                   |
| 100 m                | Thomas Ceccon                                                                               | 53"36                                   | Michele Lamberti                                                                                 | 54"52                                   | Lorenzo Mora                                                                                 | 54"75                                   |
| 200 m                | Matteo Restivo                                                                              | 1'56"96                                 | Lorenzo Mora                                                                                     | 1'57"60                                 | Francesco Lazzari                                                                            | 1'59"72                                 |
| Rana                 |                                                                                             |                                         |                                                                                                  |                                         |                                                                                              |                                         |
| 50 m                 | Nicolò Martinenghi                                                                          | 26"90                                   | Simone Cerasuolo                                                                                 | 26"96                                   | Federico Poggio                                                                              | 27"19                                   |
| 100 m                | Federico Poggio                                                                             | 58"73                                   | Nicolò Martinenghi                                                                               | 59"06                                   | Simone Cerasuolo                                                                             | 1'00"10                                 |
| 200 m                | Edoardo Giorgetti                                                                           | 2'12"34                                 | Alessandro Fusco                                                                                 | 2'12"44                                 | Stefano Saladini                                                                             | 2'12"59                                 |
| Farfalla             |                                                                                             |                                         |                                                                                                  |                                         |                                                                                              |                                         |
| 50 m                 | Federico Burdisso                                                                           | 23"52                                   | Christian Ferraro                                                                                | 23"68                                   | Giovanni Izzo                                                                                | 23"83                                   |
| 100 m                | Federico Burdisso                                                                           | 51"86                                   | Piero Codia                                                                                      | 51"87                                   | Christian Ferraro                                                                            | 52"18                                   |
| 200 m                | Alberto Razzetti                                                                            | 1'54"98                                 | Federico Burdisso                                                                                | 1'55"61                                 | Giacomo Carini                                                                               | 1'55"67                                 |
| Misti                |                                                                                             |                                         |                                                                                                  |                                         |                                                                                              |                                         |
| 200 m                | Alberto Razzetti                                                                            | 1'58"48                                 | Christian Mantegazza                                                                             | 2'00"70                                 | Lorenzo Glessi                                                                               | 2'01"14                                 |
| 400 m                | Alberto Razzetti                                                                            | 4'14"37                                 | Pier Andrea Matteazzi                                                                            | 4'17"83                                 | Samuele Martelli                                                                             | 4'19"07                                 |
| Staffette            |                                                                                             |                                         |                                                                                                  |                                         |                                                                                              |                                         |
| 4x100 m stile libero | Gruppo Sportivo Fiamme Oro Alessandro Miressi Manuel Frigo Marco Orsi Thomas Ceccon         | 3'14"60 48"37 48"72 49"68 47"83         | Gruppo Sportivo Fiamme Gialle Alessandro Bori Stefano Nicetto Davide Dalla Costa Luca Serio      | 3'17"40 49"64 49"15 49"23 49"38         | Centro Sportivo Esercito Lorenzo Zazzeri Ivano Vendrame Federico Burdisso Matteo Ciampi      | 3'17"78 49"20 49"89 49"07 49"62         |
| 4x200 m stile libero | Circolo Canottieri Aniene Marco De Tullio Filippo Bertoni Mattia Mosconi Pietro Paolo Sarpe | 7'15"10 1'47"61 1'48"20 1'49"67 1'49"62 | Centro Sportivo Esercito Matteo Ciampi Gabriele Detti Federico Burdisso Ivan Giovannoni          | 7'17"11 1'46"98 1'47"19 1'51"37 1'51"57 | Gruppo Sportivo Fiamme Oro Luca De Tullio Mattia Zuin Gregorio Paltrinieri Thomas Ceccon     | 7'17"89 1'49"48 1'49"25 1'50"19 1'48"97 |
| 4x100 m misti        | Gruppo Sportivo Fiamme Oro Simone Stefanì Simone Cerasuolo Thomas Ceccon Alessandro Miressi | 3'34"68 54"76 59"33 52"22 48"37         | Gruppo Sportivo Fiamme Gialle Michele Lamberti Alessandro Fusco Alberto Razzetti Alessandro Bori | 3'36"58 54"57 1'00"98 52"09 48"94       | Centro Sportivo Esercito Lorenzo Glessi Alessandro Pinzuti Federico Burdisso Lorenzo Zazzeri | 3'37"36 55"86 1'00"86 51"66 48"98       |

### Donne
| Evento               | Oro                                                                                             | Tempo                                   | Argento                                                                                       | Tempo                                   | Bronzo                                                                                             | Tempo                                   |
| Stile libero         |                                                                                                 |                                         |                                                                                               |                                         | |                                         |
| 50 m                 | Sara Curtis                                                                                     | 25"16                                   | Costanza Cocconcelli                                                                          | 25"18                                   | Silvia Di Pietro                                                                                   | 25"20                                   |
| 100 m                | Chiara Tarantino                                                                                | 54"40                                   | Sofia Morini                                                                                  | 54"74                                   | Emma Virginia Menicucci                                                                            | 54"93                                   |
| 200 m                | Simona Quadarella                                                                               | 1'59"41                                 | Matilde Biagiotti                                                                             | 2'00"00                                 | Giulia Vetrano                                                                                     | 2'00"24                                 |
| 400 m                | Simona Quadarella                                                                               | 4'05"83                                 | Antonietta Cesarano                                                                           | 4'08"97                                 | Giulia Ramatelli                                                                                   | 4'12"64                                 |
| 800 m                | Simona Quadarella                                                                               | 8'21"14                                 | Noemi Cesarano                                                                                | 8'34"55                                 | Giulia Gabbrielleschi                                                                              | 8'38"43                                 |
| 1500 m               | Simona Quadarella                                                                               | 15'53"29                                | Ginevra Taddeucci                                                                             | 16'14209                                | Isabella Sinisi                                                                                    | 16'26"84                                |
| Dorso                |                                                                                                 |                                         |                                                                                               |                                         | |                                         |
| 50 m                 | Silvia Scalia                                                                                   | 28"04                                   | Costanza Cocconcelli                                                                          | 28"19                                   | Federica Toma                                                                                      | 28"33                                   |
| 100 m                | Anita Gastaldi                                                                                  | 1'00"92                                 | Francesca Pasquino                                                                            | 1'01"02                                 | Federica Toma                                                                                      | 1'01"41                                 |
| 200 m                | Margherita Panziera                                                                             | 2'08"12                                 | Carlotta Toni                                                                                 | 2'13"37                                 | Francesca Romana Furfaro                                                                           | 2'13"46                                 |
| Rana                 |                                                                                                 |                                         |                                                                                               |                                         | |                                         |
| 50 m                 | Benedetta Pilato                                                                                | 30"08                                   | Arianna Castiglioni                                                                           | 30"57                                   | Martina Carraro                                                                                    | 30"71                                   |
| 100 m                | Lisa Angiolini                                                                                  | 1'06"18                                 | Martina Carraro                                                                               | 1'06"37                                 | Arianna Castiglioni                                                                                | 1'06"38                                 |
| 200 m                | Martina Carraro                                                                                 | 2'24"22                                 | Lisa Angiolini                                                                                | 2'25"65                                 | Sara Franceschi                                                                                    | 2'25"73                                 |
| Farfalla             |                                                                                                 |                                         |                                                                                               |                                         | |                                         |
| 50 m                 | Viola Scotto Di Carlo                                                                           | 26"22                                   | Silvia Di Pietro                                                                              | 26"29                                   | Costanza Cocconcelli                                                                               | 26"65                                   |
| 100 m                | Ilaria Bianchi                                                                                  | 58"45                                   | Viola Scotto Di Carlo                                                                         | 58"84                                   | Giulia D'Innocenzo                                                                                 | 58"94                                   |
| 200 m                | Ilaria Cusinato                                                                                 | 2'09"03                                 | Antonella Crispino                                                                            | 2'09"33                                 | Alessia Polieri                                                                                    | 2'10"48                                 |
| Misti                |                                                                                                 |                                         |                                                                                               |                                         | |                                         |
| 200 m                | Sara Franceschi                                                                                 | 2'10"05                                 | Anita Gastaldi                                                                                | 2'11"81                                 | Anna Pirovano                                                                                      | 2'13"73                                 |
| 400 m                | Sara Franceschi                                                                                 | 4'35"98                                 | Ilaria Cusinato                                                                               | 4'41"66                                 | Anna Pirovano                                                                                      | 4'42"34                                 |
| Staffette            |                                                                                                 |                                         |                                                                                               |                                         | |                                         |
| 4x100 m stile libero | Centro Sportivo Carabinieri Paola Biagioli Giulia D'Innocenzo Federica Toma Silvia Di Pietro    | 3'38"73 55"42 54"66 54"77 53"88         | Centro Sportivo Esercito Giulia Verona Sofia Morini Maria Masciopinto Emma Virginia Menicucci | 3'41"37 55"94 54"52 56"63 54"28         | Gruppo Sportivo Fiamme Gialle Costanza Cocconcelli Alice Mizzau Helena Biasibetti Chiara Tarantino | 3'41"48 55"55 55"77 56"67 53"49         |
| 4x200 m stile libero | Centro Sportivo Carabinieri Giulia D'Innocenzo Paola Biagioli Linda Caponi Anna Chiara Mascolo  | 8'01"37 1'59"73 2'00"75 1'59"06 2'01"83 | Centro Sportivo Esercito Giulia Ramatelli Emma Virginia Menicucci Giulia Verona Sofia Morini  | 8'06"34 2'02"81 2'01"65 2'01"70 2'00"18 | Circolo Canottieri Aniene Simona Quadarella Giordana Artic Valentina Procaccini Isabella Sinisi    | 8'07"85 1'59"23 2'02"04 2'03"66 2'02"92 |
| 4x100 m misti        | Gruppo Sportivo Fiamme Gialle Silvia Scalia Arianna Castiglioni Anita Bottazzo Chiara Tarantino | 3'59"37 1'01"35 1'05.44 58"88 53"70     | Centro Sportivo Carabinieri Federica Toma Lisa Angiolini Giulia D'Innocenzo Silvia Di Pietro  | 4'01"08 1'01.25 1'06"88 58"35 54"60     | Gruppo Sportivo Fiamme Oro Margherita Panziera Benedetta Pilato Ilaria Cusinato Martina Cenci      | 4'01"48 1'00"44 1'06"75 58"07 56"22     |